# Домашово (Брянская область)
Домашо́во — село в Брянском районе Брянской области, административный центр Домашовского сельского поселения. Расположено в 11 км к северу от города Сельцо.
Имеется отделение связи, сельская библиотека. В 2008—2009 гг. построен православный храм Святителя Николая.

## Население
| 2010 | 2013 |
| ---- | ---- |
| 597  | ↘596 |

## История
Впервые упоминается в 1678 году в составе Хвощенской волости Брянского уезда как владение Небольсиных; позднее им владели Тютчевы, Бахтины и др. Входило в приход села Липово. В 1898 году была открыта церковно-приходская школа.
В середине XIX века входило в «экономическую» Супоневскую волость; с 1861 по 1929 год — в Любохонской, Дорожовской, Дятьковской волостях Брянского (с 1921 — Бежицкого) уезда.
С 1929 года временно входило в Жуковский район; с 1930-х гг. — в Брянском районе. В 1954—1969 гг. — в Дорожовском сельсовете.

## Известные уроженцы
- Николай Васильевич Денин (1958) — губернатор Брянской области (2004—2014).